# Wildstyle
Wildstyle bezeichnet in der Writing-Kultur einen bestimmten Stil der Bild- und insbesondere der Buchstabengestaltung, dem ein besonders hohes Maß an Komplexität zu eigen ist.

## Charakteristik

Wildstyle in Los Angeles

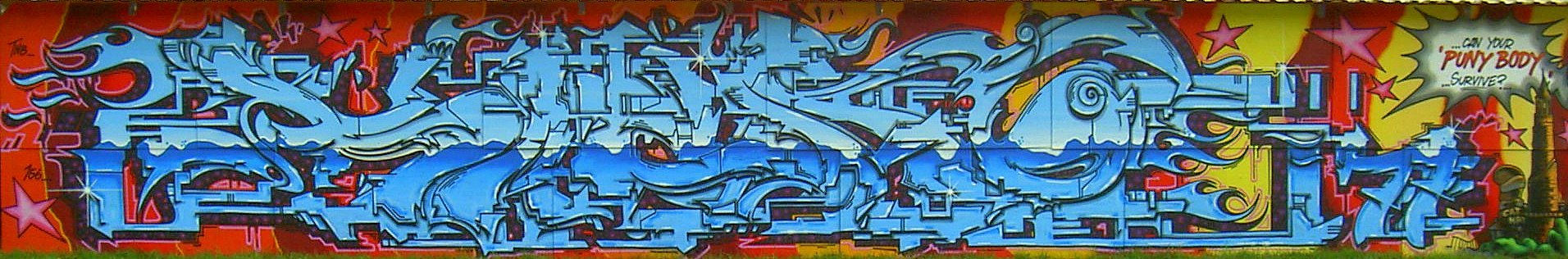
Wildstyle in Roskilde

Beim Wildstyle werden die Buchstaben eines Pieces häufig durch hinzugefügte Elemente wie Pfeile, Kringel, diverse Ausleger und andere speziell für diesen Stil entwickelte Zusätze und Formen ergänzt, die das Gesamtbild komplexer und aufwändiger erscheinen lassen. Zudem werden die einzelnen Buchstaben oder manchmal auch das ganze Piece oft stark geschwungen und in verschiedene Richtungen geneigt, manchmal sogar gedreht oder gespiegelt. Auch können Buchstaben sowie einzelne Teile von ihnen auseinandergezogen, gestreckt, gestaucht oder anderweitig verformt werden. In neueren Wildstyles haben die einzelnen Buchstaben eines Pieces teilweise sogar unterschiedliche Größenverhältnisse zueinander. Zusätzlich können sie durch ungewöhnliche Brüche und Knicke noch weiter entfremdet werden, sodass die ursprüngliche Buchstabengrundstruktur oftmals nur noch sehr schwer zu erkennen ist, oder sogar komplett aufgelöst wird. Die sich daraus u. a. ergebenden, neu geschaffenen Verbindungsmöglichkeiten und Übergänge zwischen den einzelnen Buchstaben, die teilweise auch durch Schreibschrift beeinflusst werden, verkomplizieren den Aufbau zusätzlich. Die Bilder können auf diese Weise extrem ineinander verschlungen wirken.
Der eigenen Vorstellungskraft und den daraus resultierenden Ideen sind also keine Grenzen gesetzt. Dieser Umstand macht es allerdings, oft selbst für erfahrene Writer, teilweise unmöglich, die Schriftbilder zu entziffern. Die Lesbarkeit steht dabei aber auch nicht im Vordergrund, sondern lediglich Innovation und eine spannungsvolle Gesamtoptik. Wichtig ist trotz aller Verspieltheit und Möglichkeiten der Formenfindung, dass der Schriftzug sowohl in seinen Einzelteilen, sprich den einzelnen Buchstaben, sowie in seiner Gesamtkomposition möglichst harmonisch und ausgewogen, aber dennoch dynamisch und kraftvoll wirkt. Diese Prinzipien in Einklang zu bringen stellt an den ausübenden Writer besonders hohe Ansprüche an dessen Kreativität, sein genrespezifisches künstlerisches Verständnis sowie seine technischen Fähigkeiten bei der Umsetzung seiner Ideen. Denn gerade auch deren saubere Ausführung ist unabdingbar, um ein gelungenes Werk entstehen zu lassen. Aufgrund der vielen zu beherrschenden Kriterien gilt der Wildstyle auch als „Königsdisziplin“ des Writing. Folglich ist dieser unter Erfüllung der an ihn gestellten Ansprüche nur von in der Szene ranghohen und geübten Writern, sog. Kings, mit angemessener Qualität ausführbar. Wegen der zuvor genannten Umstände wird ein gelungenes Wildstyle-Piece von den meisten anderen Writern respektiert und oft auch sogar als Burner angesehen.

## Geschichte

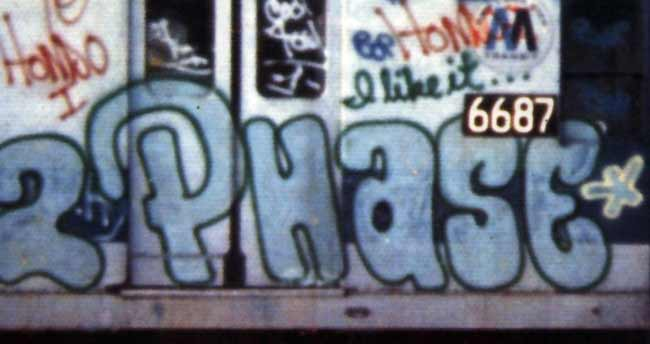
Panel-Piece auf einem U-Bahn-Waggon von PHASE2

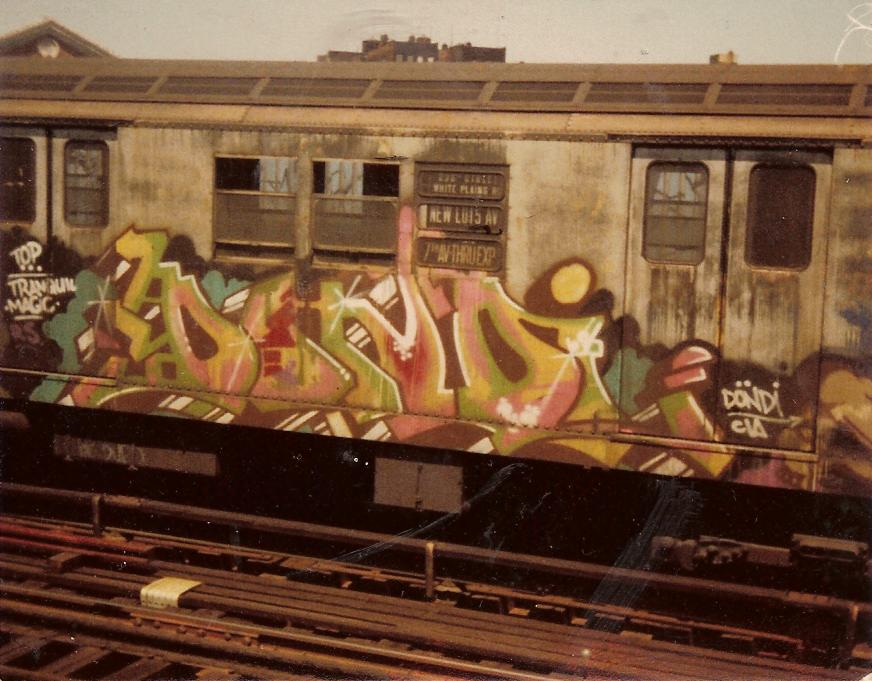
Panel-Piece auf einem U-Bahn-Waggon von DONDI

Als Erfinder dieses Stils Anfang der 1970er Jahre in New York gilt PHASE2. Er machte die ersten entscheidenden Schritte in Richtung Wildstyle, indem er seinen Buchstaben Pfeile und Kringel hinzufügte. Vorher waren nur einfache Stile geläufig, so z. B. der an Western-Typografie erinnernde Blockbuster, auch bekannt als Broadway Elegant, und der ebenfalls von PHASE2 erfundene Softie-Style, besser bekannt als Bubble-Style. Weiterhin ist unbedingt DONDI im Zusammenhang mit Wildstyle zu nennen, da er es war, der die Wildstyleletters (Buchstaben) überarbeitete und in einen völlig neuen Kontext stellte. Legendär sind vor allem seine Beschreibungen und Erklärungen am Rande seiner Sketches (Skizzen auf Papier). Wildstyle wurde von mehreren New Yorker Writern aufgegriffen (unter anderen DERO, POEM und KASE2) und eigens interpretiert und weitergeführt.
1983 erschien der gleichnamige Film Wild Style, der sich mit der Writing- und Hip-Hop-Kultur befasst und heute als der Klassiker unter den Graffiti-Filmen gilt. Durch seine Ausstrahlung wurde dem Style-Writing speziell in Europa zu enormer Popularität verholfen, wo dieses Genre durch eine Vielzahl kulturell sehr unterschiedlich geprägter Anhänger wiederum eine Menge neuer Impulse erhielt.
Heutzutage ist Wildstyle in der Writerszene sehr beliebt. Von vielen ist es Ziel, das hohe Niveau, das für diesen Stil notwendig ist, zu erreichen. Jedoch gibt es auch Gegenströmungen, da manche Writer der Meinung sind, durch einfache Buchstabengestaltung und die dadurch höhere Lesbarkeit, besonders für Szenefremde, den eigenen Namen gerade in der allgemeinen Bevölkerung bekannter machen zu können, was der anfänglichen Intention des Graffiti-Writing eher entspricht, als lediglich in kryptisch verschlüsselten Codes szeneintern zu kommunizieren.